# Choerorrhynchus
Choerorrhynchus är ett släkte av skalbaggar. Choerorrhynchus ingår i familjen vivlar.
Kladogram enligt Catalogue of Life:
| Choerorrhynchus | \| \| Choerorrhynchus tenuitarsis \| \| \| \| |
|                 | \| \| Choerorrhynchus tenuitarsis \| \| \| \| |
|                 | Choerorrhynchus tenuitarsis                   |
|                 |                                               |